# Amtsgericht Oberehnheim
Das Amtsgericht Oberehnheim war ein deutsches Amtsgericht mit Sitz in Oberehnheim in den Jahren 1879 bis 1918.

## Geschichte
Oberehnheim war Sitz eines französischen Friedensgerichts. Nach der Abtretung Elsass-Lothringens im Frieden von Frankfurt an das Deutsche Reich 1871 wurde die Gerichtsstruktur mit dem Gesetz, betreffend Abänderung der Gerichtsverfassung vom 14. Juli 1871 und der Ausführungsbestimmung hierzu vom gleichen Tag neu geregelt. Dabei wurden die Friedensgerichte beibehalten. Durch Verordnung des Reichskanzlers vom 7. August 1871 wurde das Friedensgericht Rosheim aufgehoben und sein Sprengel dem Friedensgericht Oberehnheim zugeordnet.
Im Rahmen der Reichsjustizgesetze wurden 1879 die Friedensgerichte im Reichsland Elsass-Lothringen aufgehoben und Amtsgerichte gebildet. Das Amtsgericht Oberehnheim war dem Landgericht Zabern nachgeordnet.
Am Gericht bestand 1880 eine Richterstelle. Das Amtsgericht war ein kleines Amtsgericht im Landgerichtsbezirk.
Der Gerichtsbezirk umfasste 1895 den Kanton Oberehnheim mit 92 Quadratkilometern und 12.876 Einwohnern und zehn Gemeinden.
Nach der Abtretung Elsass-Lothringens an Frankreich nach dem Ersten Weltkrieg wurde das Amtsgericht Oberehnheim als „Tribunal cantonal Obernai“ weitergeführt. Im Zweiten Weltkrieg wurde 1940 von der deutschen Besatzungsmacht die vorgefundene Gerichtsstruktur unter Verwendung deutscher Ortsnamen und Behördenbezeichnungen, hier also wieder als Amtsgericht Oberehnheim, fortgeführt.